# چارنکوو
چارنکوو (به لهستانی:  Czarnków) یک منطقهٔ مسکونی در لهستان است که در شهرستان چارنکوو-تژچیانکا واقع شده‌است. چارنکوو ۹٫۷ کیلومتر مربع مساحت و ۱۱٬۳۵۶ نفر جمعیت دارد.

## خواهرخوانده
شهر گادبوش خواهرخواندهٔ چارنکوو هست.